# ويتشيرو حتا
ويتشيرو حتا (باليابانية: 八田 卯一郎) (مواليد 10 سبتمبر 1903)، هو لاعب كرة قدم ياباني سابق كان يلعب كلاعب وسط. سبق له أن لعب مع منتخب اليابان.

## وصلات خارجية
- ويتشيرو حتا على موقع ناشيونال فوتبول تيمز (الإنجليزية)

- National Football Teams
- Japan National Football Team Database